# NGC 7007
NGC 7007 es una galaxia lenticular, a unos 130 millones de años luz de la Tierra en la constelación Indo. NGC 7007 fue descubierto por el astrónomo John Herschel el 8 de julio de 1834.

## Disco contrarrotatorio
En NGC 7007, hay un disco de rotación de gas ionizado que gira en sentido contrario con respecto a las estrellas. Esto indica un origen externo del gas, como la acumulación.